# Ruscus aculeatus

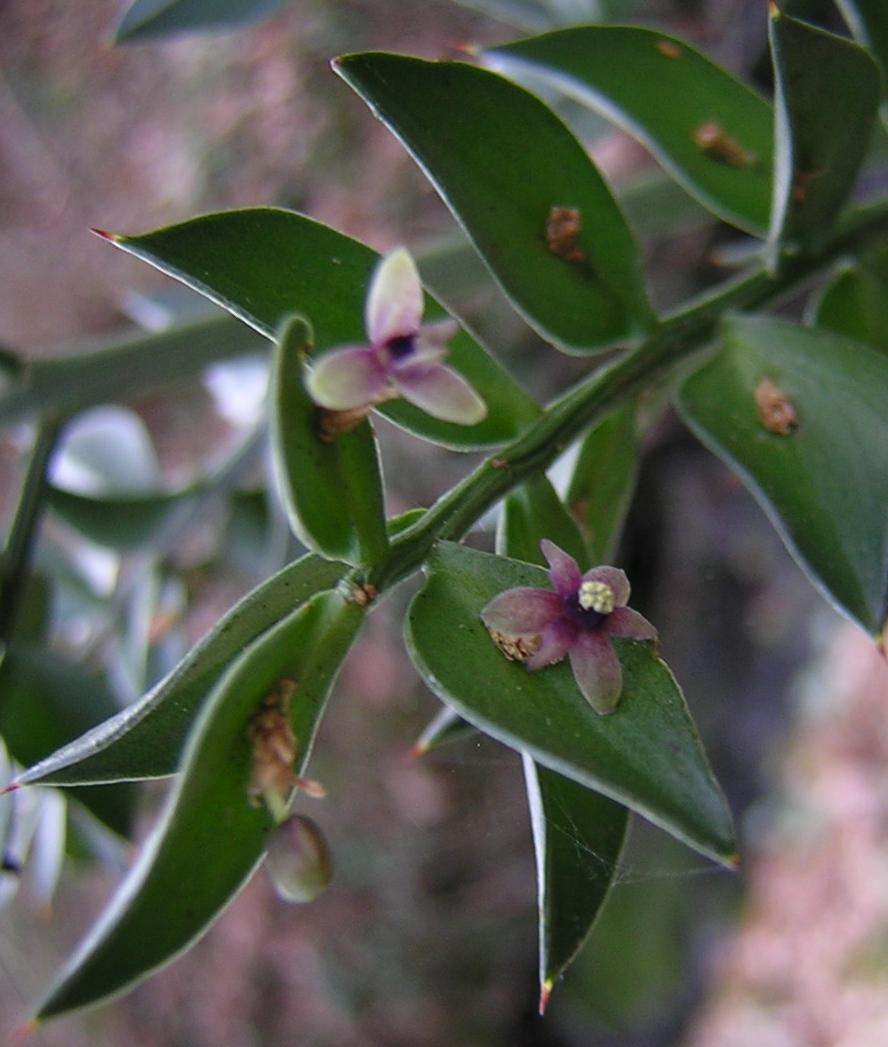
Flores de Ruscus aculeatus.

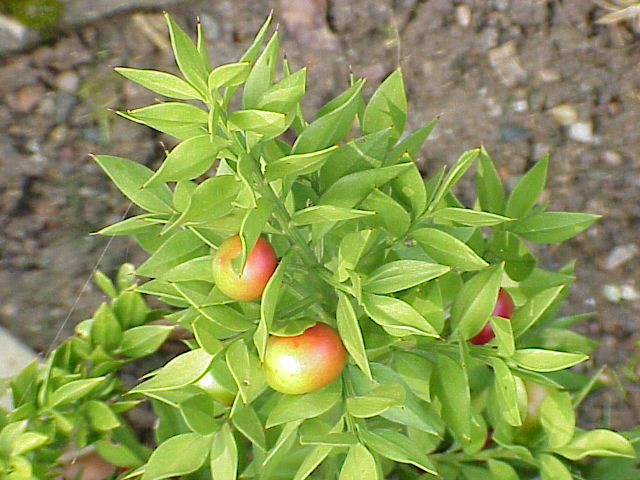
Ruscus aculeatus com frutos.

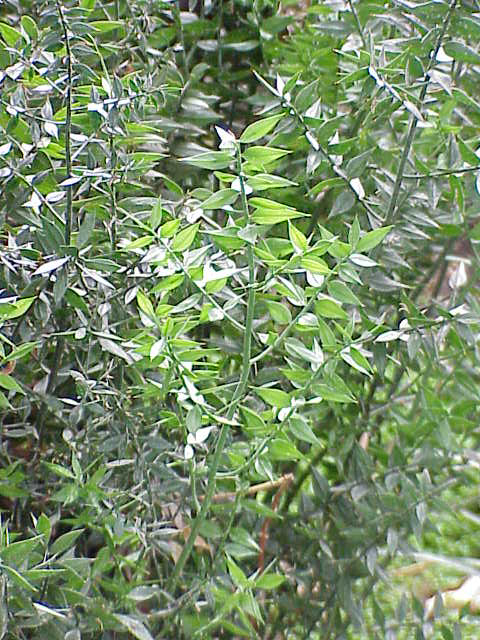
Folhagem de Ruscus aculeatus.

Ruscus aculeatus L., comummente conhecida como gilbardeira (também grafado gibaudeiro, gilberdeira, gibalbeira, gilbarbeiro e gilbarbeira) , é uma espécie de fanerógama arbustiva, perenifólia, pertencente à família das asparagáceas. 
A presença de cladódios rígidos terminados num acúleo dão às ramagens da planta um carácter rígido e áspero, o que levou a que tradicionalmente fosse utilizada na confeção de vassouras para limpezas exteriores. A espécie é considerada como sendo uma planta medicinal.

## Nomes comuns
Dá ainda pelos seguintes nomes comuns: brusca, erva-dos-vasculhos, pica-rato, azevinho-menor, chusbarqueira, esfolinhadeira, mesquita, picanceira, picantel, falso-avezinho, silbarda e uvas-de-cão.

## Descrição
Ruscus aculeatus é uma planta perenifólia arbustiva, com 30–80 cm de altura, de cor verde-escura, com rizomas subterrâneos, caracterizada pela presença de caules florais achatados, formando cladódios com a aparência de folhas endurecidas e terminadas num espinho. Os caules florais são masculinos ou femininos, em ambos os casos apresentando dois tipos de caules: (1) os normais, lisos e arredondados; e (2) os modificados, com cladódios em forma de falsas folhas, de forma ovo-lanceolada de 2 a 3 cm de comprimento e terminando numa ponta rígida e perfurante.
As verdadeiras folhas estão ausentes nas plantas adultas, reduzidas ao espinho no ápice do cladódio. As estruturas rígidas com forma de folhas lanceoladas são na realidade caules modificados (os cladódios), já que as folhas são muito pequenas, em forma de escama, e normalmente passam despercebidas, aparecendo nas axilas e tendo apenas entre 3 e 4 mm de comprimento. Toda a superfície da planta faz fotossíntese, com excepção das folhas verdadeiras que se desprendem rapidamente.
As flores são pequenas, monóicas, com o sexo do ramo em que se instalam, de cor amarelo-esverdeada ou violácea, surgindo isoladas na parte central dos cladódios. Cada flor tem seis tépalas em dois verticilos, sendo que as flores femininas são tricarpelares, com ovário súpero, enquanto as masculinas têm três estames soldados pelos filamentos. A polinização é feita por insectos (entomogamia). Floresce no inverno e na primavera.
No outono e inverno, as plantas femininas produzem bagas vermelhas, com 10 a 12 mm de diâmetro, com duas sementes, as quais se destacam sobre o verde escuro da planta. As sementes são dispersas pelos dejectos das aves que comem os frutos (endozoocoria).
A planta também se reproduz pela via vegetativa através dos rizomas.
Ruscus aculeatus ocorre nas margens de florestas, em sebes e em margens de terrenos, sendo tolerante em relação ao ensombramento.

## Distribuição
Trata-se de uma espécie natural do Sul do continente europeu, bem como da Hungria, Turquia e da Macaronésia.

### Portugal
Trata-se de uma espécie presente no território português, nomeadamente em Portugal Continental, de onde é natural e onde se em todo o território e no Arquipélago dos Açores, onde se encontra naturalizada.

### Ecologia
Privilegia as submatas de carvalhais, sobreirais e azinhais, sendo que também medra bem em matagais esclerófilos.
Com efeito, trata-se de uma espécie com uma significativa plasticidade ecológica, pelo que além dos ambientes de bosque, também medra em dunas ou brechas em fragas e rochedos. Geralmente, dá primazia a espaços úmbrios e frescos, situados a baixas altitudes.

## Protecção
Encontra-se protegida pela lei comunitária europeia, pelo que, de acordo com o disposto no Anexo V da Directiva Habitats (Directiva 92 /43/CEE ), a sua colheita é controlada por lei.

## Utilização em medicina tradicional
Ruscus aculeatus é utilizada em várias formas em medicina tradicional e ervanária, sendo utilizada para melhorar a circulação sanguínea para o cérebro, pernas e mãos. É igualmente utilizada para aliviar a obstipação, reduzir a retenção de água e melhorar a circulação, nomeadamente no tratamento de veias varicosas e no redução de hemorróidas. Foi aprovada pela Kommission E da Alemanha e incluída nas instruções para o tratamento de hemorróides.
Um estudo publicado em 1999 sugere que R. aculeatus pode ser utilizada para reduzir os sintomas da hipotensão postural sem aumentar a tensão arterial na posição supina. A explicação para esse efeito parece incluir a estimulação dos adrenoreceptores venosos alfa-1 e alfa-2 e o decréscimo da permeabilidade capilar.

## Taxonomia
A espécie Ruscus aculeatus foi descrita por Lineu e publicada na Species Plantarum 2: 1041, no ano de 1753.
Número de cromossomas de Ruscus aculeatus (Asparagaceae) e seus taxa infraespecíficos é 2n=40 ou n=18; 2n=36.

### Etimologia
No que toca ao nome científico:
- Quanto ao nome genérico, Ruscus, provém do étimo latino ruscus[15], que significa «vassoura».
- Quanto ao epíteto específico, aculeatus, provém do latim ăcŭlĕātus[16], que significa «espinhoso; pontiagudo».

### Sinonímia
- Ruscus parasiticus Gueldenst. (1787).
- Ruscus aculeatus var. angustifolius Boiss. (1882).
- Ruscus ponticus Woronow (1916).
- Ruscus aculeatus f. pumilus Druce (1931).
- Ruscus laxus Sm. 1797
- Ruscus flexuosus Mill. 1768
- Ruscus aculeatus subsp. laxus (Sm.) K.Richt. 1890
- Oxymyrsine pungens Bubani[17][18][19]